# Racehorse-Klasse
Die Racehorse-Klasse (teilweise nach dem Typschiff auch als Dawn-Merchant-Klasse bezeichnet) ist eine Klasse von ehemals vier Ro-Pax-Fähren. Ein Schiff der Serie wurde Anfang der 2010er-Jahre in ein Wohn- und Offshore-Unterstützungsschiff umgebaut.

## Geschichte
Die Schiffe wurden zwischen 1997 und 2000 auf der Werft Astilleros Espanoles (AESA) in Sevilla, Spanien, für Cenargo International gebaut. Die ersten beiden Einheiten kamen für die zu Cenargo International gehörende Reederei Merchant Ferries zwischen Liverpool und Dublin in Fahrt (die zuerst gebaute Dawn Merchant nach einem kurzen Chartereinsatz bei Und RoRo im Mittelmeer zwischen Istanbul und Triest). Ab April 2002 fuhren sie für die durch die Verschmelzung von Merchant Ferries und Norse Irish Ferries entstandene Reederei Norse Merchant Ferries. Die letzten beiden Einheiten wurden an die Reederei Norfolk Line verchartert, die sie zwischen Dover und Dunkerque einsetzte.
Ende 2005 wurde Norse Merchant Ferries von Mærsk übernommen. Die teilweise an andere Reedereien vercharterten Schiffe wurden der Norfolk Line zugeordnet. In den Folgejahren wurden die ursprünglich nach Rennpferden benannten Schiffe verkauft. Sie sind weiterhin im Einsatz. Das als Brave Merchant gebaute Schiff wurde 2012/2013 zu einem Wohn- und Offshore-Unterstützungsschiff umgebaut.
Auf dem Entwurf basierte die 2002 für die spanische Reederei Trasmediterránea gebaute Murillo.

## Beschreibung
Die Schiffe werden von vier Viertakt-Neunzylinder-Dieselmotoren des Herstellers Wärtsilä (Typ: 9L38) mit jeweils 5940 kW Leistung angetrieben. Je zwei Motoren sind in einem Maschinenraum untergebracht. Sie wirken jeweils paarweise über Untersetzungsgetriebe auf einen Verstellpropeller. Für die Stromerzeugung stehen vier von den Hauptmotoren angetriebene Wellengeneratoren, je zwei mit 1400 kW bzw. 640 kW Leistung, und zwei Generatoren, die von Wärtsilä-Dieselmotoren (Typ: 6L20) mit 880 kW Leistung angetrieben werden, zur Verfügung. Die Schiffe sind mit zwei Bugstrahlrudern ausgestattet. Sie verfügen über einen Stabilisator mit Schlingertanks.
Die Schiffe sind mit zwei Fahrzeugdecks – Deck 3 und Deck 5 – mit zusammen rund 2000 Spurmetern ausgerüstet. Auf Deck 3, dem Hauptdeck, stehen rund 875 Spurmeter mit sechs Fahrspuren und auf dem darüberliegenden Deck 5 rund 1075 Spurmeter mit acht Fahrspuren zur Verfügung. Die Fahrzeugdecks sind für 45 t schwere Fahrzeuge ausgelegt. Das Hauptdeck ist über eine Heck- und eine Bugrampe zugänglich. Die Heckrampe ist 15 Meter lang, die Zufahrt ins Schiff 17 Meter breit. Die Bugrampe ist 17 Meter lang und 4,5 Meter breit. Sie befindet sich hinter einem seitlich öffnenden Bugvisier. Die beiden Fahrzeugdecks sind durch Rampen im Schiff miteinander verbunden. Das untere Fahrzeugdeck ist vollständig geschlossen, das obere Fahrzeugdeck im hinteren Bereich nach oben offen. Im vorderen Bereich ist es von den Decksaufbauten mit drei Decks überbaut. Die Deckenhöhe der Fahrzeugdecks beträgt 5,2 Meter. Für Fahrzeuge mit temperaturgeführter Ladung sind 40 Stromanschlüsse vorhanden, die von den Dieselgeneratoren gespeist werden.
Die beiden anfangs an Norfolk Line vercharterten Schiffe wurden für ihren Einsatz an die Anforderungen von Norfolk Line angepasst, um in Dover und Dunkerque beide Fahrzeugdecks simultan be- bzw. entladen und so einen schnelleren Umlauf mit mehr Abfahrten anbieten zu können. Die Schiffe wurden dafür mit einem zusätzlichen, nach oben aufklappbaren Tor und einer Zufahrt auf der Back ausgestattet, über die das obere Fahrzeugdeck zu erreichen ist. Außerdem wurde die Heckrampe angepasst und auch am Heck der Schiffe eine direkte Be- und Entladung des oberen Fahrzeugdecks ermöglicht.
Auf Deck 7 und 8 befinden sich die Einrichtungen für die Passagiere, darunter 57 Doppelkabinen und 100 Ruhesessel. Auf Deck 9 sind die Einrichtungen für die Besatzungsmitglieder untergebracht. Die Schiffe sind für bis zu 47 Besatzungsmitglieder ausgelegt. Im vorderen Bereich von Deck 9 befindet sich die über die gesamte Schiffsbreite geschlossene Kommandobrücke.

## Schiffe der Klasse
| Racehorse-Klasse  | Racehorse-Klasse | Racehorse-Klasse | Racehorse-Klasse                     | Racehorse-Klasse |
| Bauname           | Bau- nummer      | IMO-Nummer       | Stapellauf Ablieferung               | Spätere Namen und Verbleib |
| ----------------- | ---------------- | ---------------- | ------------------------------------ | --- |
| Dawn Merchant     | 287              | 9147291          | Februar 1998 3. September 1998       | 2005: Europax Appia, 2006: Pau Casals, 2008: Ave Luebeck, 2009: T Rex, 2010: Norman Trader, 2013: Stena Alegra, 2015: Kaiarahi |
| Brave Merchant    | 288              | 9147306          | 28. Mai 1998 29. Januar 1999         | 2006: Blanca del Mar, 2008: Ave Liepaja, 2010: Norman Bridge, 2012: Arv 3, 2013: Aquarius Brasil                               |
| Northern Merchant | 289              | 9181091          | 15. Mai 1999 26. Februar 2000        | 2006: Zurbaran, 2019: Ciudad de Mahon, 2022: Isle of Inisheer                                                                  |
| Midnight Merchant | 290              | 9181106          | 26. November 1999 12. September 2000 | 2006: El Greco, 2007: European Endeavour, 2019: Finbo Cargo                                                                    |